# Spaans Challenge Open 2013
Het Spaans Challenge Open van 2013 werd van 30 mei tot en met 2 juni gespeeld op de Tecina Golf op het eiland La Gomera van de Canarische eilanden. Het is dit jaar het zevende toernooi op de agenda van de Europese Challenge Tour.
Officieel heet het toernooi de Fred Olsen Challenge de España. Het toernooi werd in 2013 voor de vijfde keer op de Tecine Golf gespeeld.  Tecine is een vlakke baan met palmbomen en uitzicht op de Atlantische Oceaan.

## Verslag
De par van de baan is 71.

### Ronde 1
Nicolas Meitinger was ruim twee uren clubhouse leader na een mooie ronde van 64 (-7). Julien Guerrier maakte, net als Meitinger, zeven birdies en werd co-leider. Brooks Koepka werd de derde speler met een score van -7, maar op zijn kaart stonden ook een eagle en een dubbel-bogey. Edouard Dubois eindigde met birdie-eagle-par en schoot ineens de drie leiders voorbij. 

### Ronde 2
Brooks Koepka en Edouard Dubois delen na ronde 2 de leiding en hebben een voorsprong van vier slagen op de nummer 3, Julien Guerrier. Pierre Relecom deelt de 4de plaats met zes andere spelers.

Alleen Roland Steiner speelde een bogey-vrije ronde.

### Ronde 3
Koepka en Dubois speelden in de laatste groep met Julien Guerrier. Na negen holes stond Koepka al op -16, terwijl Dubois op -13 stond; het bleef een soort tweekamp, want de nummers 3, Bernd Ritthammer en Alfredo García Heredia stonden op dat moment op -10. Guerrier stond nog steeds op -8.

Duncan Stewart had als amateur handicap +4 maar op de Challenge Tour is hij nog een onbekende. Dit is zijn negende deelname aan een toernooi sinds 2008, maar na de ronde van 63 weet men wie hij is. Hij steeg naar de 7de plaats.  

### Ronde 4
Brooks Koepka begon met een ruime voorsprong aan zijn laatste ronde en was wederom goed aan het spelen; op hole 17 maakte hij zijn 30ste birdie van de week, exclusief de eagle van ronde 1. 

Jamie McLeary had een bogey-loze ronde met 7 birdies en een eagle, het toernooirecord werd dus verlaagd tot 62. Het werd zijn tweede overwinning van dit seizoen. Drie weken geleden won hij het Montecchia Golf Open in Italië.

Het bleef wel spannend wie de tweede plaats zou bezetten. Luis Claverie had weer een ronde van 66 gemaakt voor een totaal van -14. Hij moest nog een half uur wachten totdat Dubois en Ritthammer binnenkwamen, want die stonden ook op -14 toen ze op de laatste hole afsloegen.

Julien Guerrier speelde ook een goed toernooi. In Italië was hij al op de 5de plaats geëindigd, deze week wederom.
- Scores

| Naam                   | Score R1 | Score R1 | Nr   | Score R2 | Score R2 | Totaal | Nr  | Score R3 | Score R3 | Totaal | Nr  | Score R4 | Score R4 | Totaal | Nr  |
| ---------------------- | -------- | -------- | ---- | -------- | -------- | ------ | --- | -------- | -------- | ------ | --- | -------- | -------- | ------ | --- |
| Brooks Koepka          | 64       | -7       | T2   | 66       | -5       | -12    | T1  | 64       | -7       | -19    | 1   | 66       | -5       | -24    | 1   |
| Edouard Dubois         | 63       | -8       | 1    | 67       | -4       | -12    | T1  | 68       | -3       | -15    | 2   | 72       | +1       | -14    | T2  |
| Bernd Ritthammer       | 67       | -4       | T7   | 70       | -1       | -5     | T16 | 65       | -6       | -11    | 3   | 68       | -3       | -14    | T2  |
| Luis Claverie          | 69       | -2       | T21  | 66       | -5       | -7     | T4  | 69       | -2       | -9     | T7  | 66       | -5       | -14    | T2  |
| Julien Guerrier        | 64       | -7       | T2   | 70       | -1       | -8     | 3   | 71       | par      | -8     | T13 | 66       | -5       | 13     | T5  |
| Alfredo Garcia Heredia | 70       | -1       | T31  | 65       | -6       | -7     | T4  | 68       | -3       | -10    | T4  | 68       | -3       | -13    | T5  |
| Jamie McLeary          | 72       | +1       | T    | 68       | -3       | -2     | T   | 72       | +1       | -1     | T46 | 62       | -9       | -10    | T12 |
| Pierre Relecom         | 67       | -4       | T7   | 68       | -3       | -7     | T4  | 68       | -3       | -10    | T4  | 70       | -1       | -11    | T11 |
| Nicolas Meitinger      | 64       | -7       | T2   | 72       | +1       | -6     | T11 | 67       | -4       | -10    | T4  | 72       | +1       | -9     | T19 |
| Duncan Stewart         | 68       | -3       | T15  | 73       | +2       | -1     | T46 | 63       | -8       | -9     | T7  | 71       | par      | -9     | T19 |
| Tim Sluiter            | 73       | +2       | T80  | 70       | -1       | +1     | MC  |          |          |        |     |          |          |        |     |
| Floris de Vries        | 75       | +4       | T110 | 71       | par      | +4     | MC  |          |          |        |     |          |          |        |     |
| Michiel Hermans        | 75       | +4       | T110 | 74       | +3       | +7     | MC  |          |          |        |     |          |          |        |     |

| Leider |  | Toernooirecord |  | MC = missed cut = cut gemist |  | DQ = disqualified |

## Spelers
| - Jamie Abbott - Byeong-hun An - Phillip Archer - Scott Arnold - Jason Barnes - Adrien Bernadet - Lucas Bjerregaard - Wallace Booth - Knut Borsheim - Daniel Brooks - Johan Carlsson - Baptiste Chapellan - Luis Claverie - Edouard Dubois - Pelle Edberg - Nacho Elvira - Jens Fahrbring - Kenneth Ferrie - Charlie Ford - Matt Ford - Thomas Fournier - Jordi García Pinto - Sebastian García-Rodriguez - Domenico Geminiani - Jordan Gibb - Luke Goddard - David Griffith - Julien Grillon - Julien Guerrier - Mark F Haastrup | - Anton Haig - Matt Haines - Chris Hanson - Marcel Haremza - James Heath - Sam Hutsby - Daniel Im - Lasse Jensen - Shiv Kapur - Ross Kellett - Brooks Koepka - Dodge Kemmer - Lloyd Kennedy - Chan Kim - Sihwan Kim - Brooks Koepka - Max Kramer - Jerome L Casanova - Alexander Levy - Stuart Manley - Ross McGowan - Jamie McLeary - Nicolas Meitinger - Janne Mommo - Jamie Moul - George Murray - Thomas Nørret - Marek Novy - Steven O'Hara - Pedro Oriol | - Adrian Otaegui - David Palm - Andrea Pavan - Damien Perrier - Andrea Perrino - Terry Pilkadaris - Niccolo Quintarelli - Raul Quiros - Nicolo Ravano - Bernd Ritthammer - Victor Riu - Olivier Rozner - Ch.-Edouard Russo - Lloyd Saltman - Jason Scrivener - Gareth Shaw - Tim Sluiter - Roland Steiner - Duncan Stewart - Simon Thornton - Jason Timms - Alvaro Velasco - Daniel Vancsik - Floris de Vries - Johan Wahlqvist - Sam Walker - James Watts - Oliver Whiteley - Daniel Wuensche | Invitaties Spaanse PGA - Elias Bertheussen - Niklas Dahlgren - Gavin Dear - Jack Doherty - Anders Engell - Edouard Espana - Philipp Fendt - James Ferraby - Michiel Hermans - Eirik Tage Johansen - Immu Korvenmaa - Francesco Laporta - Andrea Maestroni - Riku Mattila - Iain Pyman - Adam Rajmont - Pierre Relecom - Martin Romiger - Andrea Rota - Zane Scotland - Damian Ulrich - Nicolas Vanhootegem Invitaties Challenge Tour - Fr. Delamontagne - Dylan Frittelli - James Frazer - Peter Gustafsson - Brooks Koepka | Nationale Order of Merit - Fer Adarraga - Pol Bech - David Borda - Juan Antonio Bragulat - Jaime Camargo - Francisco Cea - Carlos Del Moral - Borja Etchart - Alfredo García Heredia - Carlos García Simarro - Antonio Hortall - Jesus Legarrea - Juan Parron - Gerard Piris Mateu - Manuel Quiros - Patrick Simard - Carl Suneson |